# Чёрный ангел (фильм, 2002)
«Чёрный ангел» (итал. Senso '45, буквально рус. Чувство '45) — эротический итальянский фильм 2002 года. Режиссёр и автор сценария — Тинто Брасс, мотивом сценария послужил рассказ «Senso» Камилло Бойто и одноимённый фильм Лукино Висконти 1954 года. В отличие от фильма 1954 года действие фильма 2002 года происходит не во времена третьей итальянской войны за независимость, а в последние месяцы существования фашистского режима.
Фильм вышел 12 апреля 2002 года. В том же году получил награду «Серебряная лента» за лучший дизайн костюмов (Алессандро Лай и Альберто Моретти).

## Сюжет
Фильм разбит на две линии. Чёрно-белая: Последние дни фашистской Италии. Ливия Мадзони, жена крупного чиновника Карло из министерства культуры, едет с адвокатом Уго Оджано из Азоло в Венецию, надеясь встретиться со своим любовником офицером СС Гельмутом Шульцем из отдела кинематографии. По дороге она вспоминает, как вступила в связь с Гельмутом (вторая, цветная линия). Карло отослал её в Азоло, дав ей чемодан с компроматом на некоторых лиц и 4 млн лир на дне. Гельмут заявил, что хочет дезертировать при поддержке группы лиц, но их помощь обойдётся дорого и Ливия не считая вручила ему большую пачку денег. Находясь в Азоло она получает от Гельмута письмо, где тот клянётся ей в любви и пишет как подкупил врачей и в настоящее время отсиживается в квартире, которую они использовали как любовное гнёздышко. Ливия уговаривает Уго отвезти её в Венецию, обещая в награду отдаться ему.
Однако, приехав, она застаёт Гельмута в постели с молодой красоткой. Застигнутый врасплох Шульц не теряется и высказывает, что думает о Ливии, говорит, что своими деньгами она оплачивала любовные утехи с ним, и выставляет её за дверь, велит ей никогда не возвращаться. Шокированная Ливия собирается с духом, отправляется в штаб СС и показывает командиру письмо Шульца. Вечером эсесовцы передают ей приглашение полковника. На следующий день она становится свидетелем расстрела Шульца и выполняет обещание, данное Уго.

## В ролях
- Анна Гальена — Ливия Мадзони
- Габриель Гарко — офицер СС Гельмут Шульц
- Антонио Салинес — Карло
- Франко Бранчароли — адвокат Уго Оджано
- Лоредана Канната — Нинетта
- Симона Бориони — Эльза